# Ah, les chemins...
Ah, les chemins... (en russe : Эх, дороги..., Ekh, dorogui) est une chanson russe écrite en 1945 par Lev Ochanine et composée par Anatoli Novikov.

## Historique
À l'origine, le titre est simplement Dorogui (en russe : дороги), parfois traduit par Les Routes, mais la chanson est beaucoup plus connue par les premiers mots Ekh, dorogui.
Cette chanson a été écrite sur commande, à l'automne 1945, peu de temps après la fin de la Seconde Guerre mondiale, pour le programme théâtral Printemps gagnant réalisé par Sergueï Ioutkevitch. Toutes les chansons de ce programme devaient traiter du retour d'Allemagne des soldats russes et une longue liste de thèmes et de caractères précis était fournie aux futurs auteurs. Bien que n'ayant pas pris une part directe aux hostilités de la Grande Guerre patriotique, le poète Lev Ochanine et le compositeur Anatoli Novikov avaient plus d'une fois visité le front. Comme ils avaient déjà écrit beaucoup de chants militaires, ils ont choisi de travailler ensemble sur le thème « Sous le bruit des roues ». Mais le résultat n'a pas été celui attendu. Selon Ochanine, la chanson est une réflexion sur l'amertume des pertes et la confiance dans la victoire. Il raconte que la chanson est née sur la base militaire sur Litsa occidentale où, avec Mark Fradkine, ils étaient en train d'interpréter la chanson Dans l'immensité blanche quand leur numéro a été interrompu par une explosion de mine, puis dans les jours suivants la moitié des soldats ont été tués lors des offensives des blindés.
Le premier interprète, Ivan Chmelev, est par la suite devenu soliste de l'ensemble du NKVD.

## Analyse
La chanson ne comporte pas de refrain proprement dit, mais deux thèmes musicaux alternent. Le premier, lent et pesant, est bissé et commence toujours par les quatre vers suivants :
Эх, дороги...
Пыль да туман, 
Холода, тревоги
Да степной бурьян.
c'est-à-dire :
Ah, les chemins
La poussière et le brouillard
Le froid, l'anxiété
Et sur la steppe, la tempête
Le second, plus rapide au début, marque un redémarrage le long des immenses chemins puis ralentit et s'étire sur le dernier vers.
La chanson se termine sur le premier thème, par les mots Позабыть нельзя, « impossible d'oublier ».
Ah, les Chemins... possède une force évocatrice peu commune des souffrances physiques et morales endurées par les hommes lors de la guerre. Mélancolique et doux-amer, le poème est conçu comme une suite d'images, tantôt fixes, tantôt en mouvement, soulignées par la mélodie dont le rythme s'anime de temps à autre. La description des éléments naturels (poussière de la route, brouillard, mauvaises herbes, steppe, neige, vent) est omniprésente, permettant d'opposer la monotonie, l'immensité et la longueur du chemin à la rapidité des actions au cours desquelles la mort frappe (les balles sifflent, des coups de feu éclatent). La conclusion est inéluctable : pour les survivants, l'oubli est impossible.

## Reprises
Très connue en Russie et interprétée couramment par des solistes ou des chœurs, la chanson a été traduite en allemand sous le titre « Ach, ihr Wege » (Ah, vous les chemins, interprétée par Ernst Busch), puis en hébreu et en japonais.
La mélodie est utilisée dans le film de Leonid Bykov Seuls les vétérans vont au combat, sorti en 1974. Elle est aussi reprise par Guy Béart en 1972. Il y ajoute ses propres paroles dans la chanson Ceux qui s'aiment. Par extension en 2020, Pomme interprète l’œuvre de Béart, toujours sur la même mélodie, dans l'album hommage "De Béart à Béart(s)"

## Quelques interprètes
- Chœurs de l'Armée rouge (en russe)[7]
- Ernst Busch (en allemand)[8]
- Ivan Rebroff (en russe)[9]
- Dmitri Khvorostovski (en russe)[10]
- Muslim Magomayev (en russe)[11]
- Georgy Abramov (en russe)[12]
- Vladimir Trochine (en russe)